# Мяки, Тауно
Тауно Вильхельми Мяки (фин. Tauno Vilhelmi Mäki ; 6 декабря 1912 — 7 октября 1983) — финский стрелок, призёр Олимпийских игр.
Тауно Мяки родился в 1912 году в Каринайнене. В 1952 году он принял участие в Олимпийских играх в Хельсинки и завоевал бронзовую медаль в стрельбе по движущейся мишени (одиночными и двойными выстрелами) на дистанции 100 м.